# Poupée Troll
Pour les articles homonymes, voir Troll (homonymie).

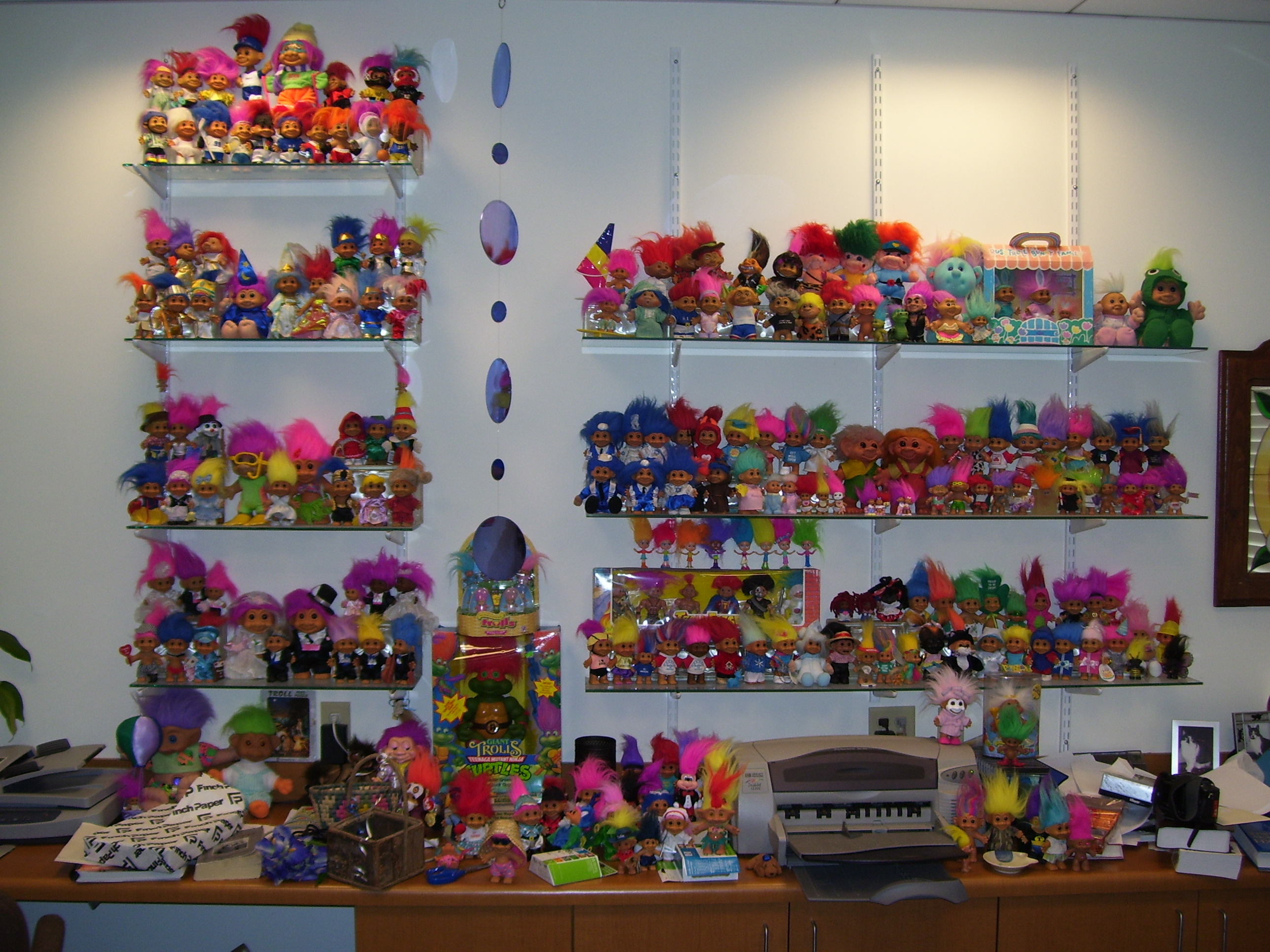
Collection de poupées Troll.

Une poupée Troll (en danois : Gjøltrold) est un type de poupée en plastique avec des cheveux poilus peignés représentant un troll, également connue sous le nom de poupée Dam d'après leur créateur danois Thomas Dam. L'inspiration est venue des trolls du folklore scandinave.

## Histoire
Les poupées ont été créées à la fin des années 1950 et introduites en 1959, avant de devenir l'un des jouets les plus en vogue aux États-Unis au début des années 1960. Elles sont redevenues brièvement populaires entre les années 1970 et 1990 et ont été copiées par plusieurs fabricants sous des noms différents. Dans les années 1990, plusieurs jeux vidéo et un spectacle vidéo ont été créés sur la base des poupées trolls.
En 2003, la société Dam rétablit les droits d'auteur américains sur les trolls, mettant ainsi un terme à la production sans licence. En 2005, la société Dam concède une licence à DIC Entertainment, qui a tenté de moderniser la marque en créant une série d'animation sous le nom de Trollz mais n'a duré qu'une saison.
En 2013, la marque est rachetée par DreamWorks Animation, qui sort un long métrage d'animation intitulé Trolls sorti en 2016, une suite sortie en 2020, et une autre suite en 2023,.